# El Desierto (Tenerife)
El Desierto es una de las entidades de población que conforman el municipio de Granadilla de Abona, en la isla de Tenerife —Canarias, España—.

## Toponimia
La localidad toma el nombre de la extensa finca que existió en el lugar sobre el que se ubica.

## Características
Está situado a 6 kilómetros del casco urbano de Granadilla y a una altitud media de unos 300 m s. n. m. Las viviendas se ubican a lo largo de la carretera TF-638 que desciende desde la carretera General del Sur. El barrio cuenta con una superficie de 3,93 km², de la que una pequeña parte se corresponde con el espacio natural protegido del monumento natural de Los Derriscaderos.
Cuenta con una iglesia dedicada a San Francisco de Asís, un parque infantil, un centro social en el antiguo colegio y con una gasolinera.

## Historia
El núcleo aparece ya con cierta entidad a mediados del siglo xix:

DESIERTO. (EL) Caserío situado en término jurisdiccional de la Granadilla, (...). Dista de la cabeza del distrito municipal 3 kilómetros 771 metros y lo componen 6 edificios de un piso y 7 chozas ú hogares habitados 9 constantemente por 10 vecinos 40 almas y 4 temporalmente.
Pedro María de Olive, 1865.

En 1968 se construye el colegio unitario de El Desierto, que mantuvo su actividad hasta su cierre en 2005.
La iglesia de San Francisco se comenzó a edificar en la década de 1970, no siendo inaugurada hasta los años noventa.

## Demografía
| Año        | 2000 | 2001 | 2002 | 2003 | 2004 | 2005 | 2006 | 2007 | 2008 | 2009 | 2010 | 2011 | 2012 | 2013 | 2014 |
| ---------- | ---- | ---- | ---- | ---- | ---- | ---- | ---- | ---- | ---- | ---- | ---- | ---- | ---- | ---- | ---- |
| Habitantes | -    | -    | -    | 104  | 133  | 133  | 154  | 365  | 371  | 361  | 345  | 347  | 349  | 340  | 321  |

## Economía
La principal actividad económica sigue siendo la agrícola, si bien se trata en gran parte de cultivos dedicados al autoabastecimiento.

## Fiestas
En la zona de El Desierto se celebran fiestas en honor de San Francisco de Asís el 4 de octubre.

## Comunicaciones
Se llega al barrio principalmente por la carretera TF-638 o por la TF-636.